# Lek (podjetje)
Lek farmacevtska družba d.d. je farmacevtsko podjetje s sedežem v Ljubljani, ustanovljeno leta 1946. Švicarsko podjetje Novartis ga je prevzelo leta 2002. Nekdanji naziv podjetja je Tovarna zdravil Lek.
Deluje v Ljubljani, Mengšu, Prevaljah in Lendavi. Na Prevaljah postopoma ukinja proizvodnjo antibiotikov.
Od 1. septembra 2019 je predsednik uprave Robert Ljoljo.

## Obrati

### Lendava
Decembra 2000 je Lekova sežigalnica v Lendavi uničila tri tone kostne moke.

### Prevalje
Njegov namen je izdelava penicilinskih antibiotikov. Nastal je leta 1977 oz. 1978. Kot TOZD Dren se je ločil od tekstilne tovarne, odkupil je prostore in se kot TOZD Lek Prevalje vključil v Lek Ljubljana. Na začetku je Lek tam pakiral analgetike. Leta 1985 je bil zgrajen obrat Linex. Vodstvo je v devetdesetih letih zanikalo onesnaževanje vode in zraka.

## Zgodovina
Leta 1944 je bila pri sanitetnem oddelku glavnega štaba NOV in POS v Črnomlju ustanovljen kemično-farmacevtski laboratorij. Za brigade in bolnišnice je pripravljal enostavnejša zdravila, jih dobival iz drugih virov in zaveznikom pomagal dostavljati zdravila. Od začetka je imela tovarna lasten raziskovalni program. Razvijala je tudi lastno surovinsko bazo, polindustrijske laboratorije ter podjetja, ki so proizvajala kemične in farmacevtske izdelke. Od zdravil se je širila na področje kozmetike, veterinarskih pripomočkov, mešanic in aditivov, predelave zdravilnih zelišč, itd.
Leta 1970 je predstavil kozmetično linijo Duet. Leta 1981 je imel 2192 zaposlenih in je pokrival 18% jugoslovanskega trga. Bil je četrta največja jugoslovanska tovarna. Četrtina zaposlenih je imela višjo ali visoko strokovno izobrazbo. S Kitajsko posluje od leta 1984, leta 2001 pa je tam odprl svoje predstavništvo. Jeseni 1986 je odkupil 500 ton plodov divjega kostanja od slovenskih ponudnikov. Leta 1999 je v Moskvi odprl podjetje Lek Kozmetika d.o.o. ob prisotnosti miss Slovenije Miše Novak. Januarja 2000 je v Skopju odprl poslovno-proizvodni center za proizvodnjo izdelkov za trg južnega Balkana.
Leta 2001 je Lek prevzel poljsko farmacevtsko podjetje Argon iz Lodža. Leta 2006 je Ilirija od Leka kupila podjetje Lek Kozmetika.

### Sponzorstva in donacije
V sedemdesetih je Vietnamu daroval za 10.000 novih dinarjev svojih izdelkov. Njegova kozmetična znamka Gaby's je bila sponzor Stopovega lepotnega izbora Lepotica 69. Tri najvišje uvrščene je Lek odpeljal v italijansko tovarno, ki je izdelovala njihove lepotne kapljice za oči Stilla. Na italijanski turneji so dekleta te kapljice poklanjala mimoidočim.
Leta 2017 je Novartis prodal kranjskogorski Hotel Lek. Lek je sponzor ljubljanskega moškega pevskega zbora Lek.

## Kritike in pravni spori
Novartis naj bi iz Leka leta 2008 odnesel skoraj ves dobiček, samo podjetje pa kasneje spremenil v proizvodni obrat. Trditev Andreje Poje, izvršne sekretarke Zveze svobodnih sindikatov Slovenije, da v Leku po prevzemu ni več raziskav, je Nataša Briški z Metine liste označila za »debelo laž«.
Leta 2000 je Lek z japonskim podjetjem Fujimoto sklenila poravnavo glede prodaje cimetidina pod blagovno znamko Cylock na Japonskem.

## Vodstvo
Upravo farmacevtske družbe Lek od 2023 sestavljajo: Robert Ljoljo, predsednik uprave Leka, Andreja Bucik Primožič, direktorica Financ, Eva Podgoršek, direktorica Pravnih zadev, Paulina Pazio, direktorica Kadrov, Matjaž Tršek, direktor Razvojnega centra Slovenije, Dr. Simon Rečnik, direktor Trdnih izdelkov Lendava, Gregor Makuc, direktor Korporativnih zadev, in Marjan Novak, delavski direktor.

## Nagrade in priznanja
- 1992: Valvasorjevo priznanje za farmacevstko zbirko v novi stavbi Leka[28]
- 2019: Najuglednejši delodajalec in Ugledni delodajalec po izboru študentov (portal MojeDelo.com)[29]